# Nilüfer Çayı
Der Nilüfer Çayı ist ein rechter Nebenfluss des Simav Çayı in der nordwesttürkischen Provinz Bursa.
Der Nilüfer Çayı hieß in der Antike Odrysses (latinisiert: Horisius).
Der Fluss entspringt am Südhang des Uludağ. Er fließt entlang der Südflanke in westlicher Richtung. Zwei Trinkwasser-Talsperren (Nilüfer und Doğancı) stauen den Nilüfer Çayı an seinem Oberlauf. Dieser wendet sich anschließend nach Norden und verlässt das Bergland. Er durchfließt den Ballungsraum Bursa in nördlicher Richtung und wendet sich später nach Westen. Er passiert die nach ihm benannte Stadt Nilüfer und verläuft nördlich des Uluabat Gölü. Schließlich trifft er auf den nach Norden strömenden Simav Çayı.
Der Nilüfer Çayı hat eine Länge von 203 km.
Der Flussname geht möglicherweise auf Nilüfer Hatun, Ehefrau des zweiten osmanischen Sultans Orhan I., zurück.